# يكدانغ (مقاطعة دورود)
يكدانغ (بالفارسية: یکدانگ) هي قرية تقع في قسم تشالانتشولان الريفي (مقاطعة دورود) في إيران. يقدر عدد سكانها بـ 315 نسمة بحسب إحصاء 2016.